# پارک ملی بیبژا
پارک ملی بیبژا (به لهستانی:  Biebrzański Park Narodowy) یک پارک ملی در لهستان است که در Podlaskie Voivodeship, Poland واقع شده‌است. این پارک ملی به دلیل اکوسیستم‌های متنوع و زیستگاه‌های مرطوب خود در قاره اروپا شناخته‌شده است و زیستگاه انواع زیادی از حیات وحش، از جمله گوزن‌های شمالی است که بزرگترین پستانداران خشکی در اروپا محسوب می‌شوند.

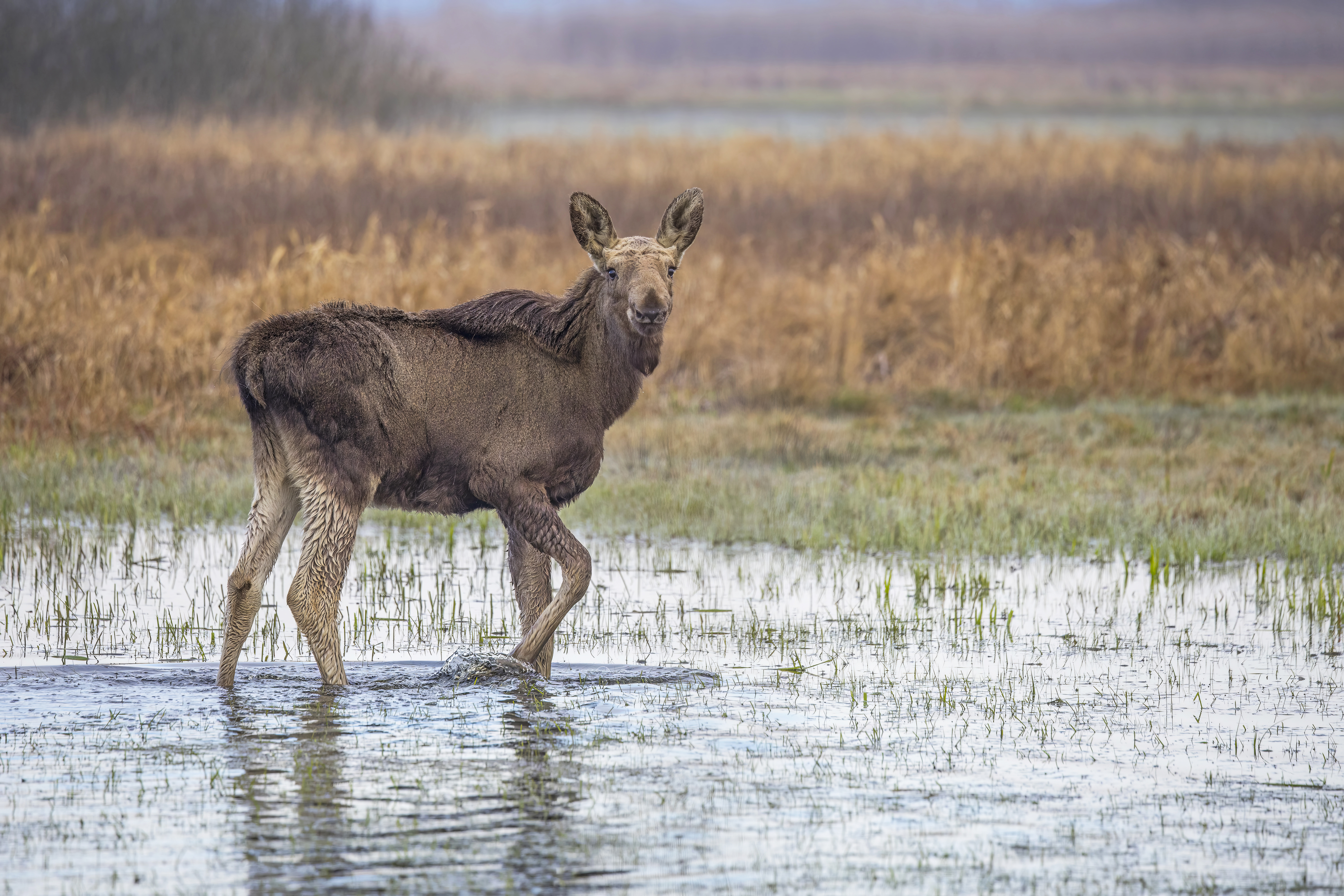
نگاره‌ای از یک گوسالهٔ گوزن شمالی در پارک ملی بیبژاسکی در شمال‌شرقی لهستان.